# Eldon (Washington)
Eldon es un área no incorporada ubicada en el condado de Mason en el estado estadounidense de Washington.

## Geografía
Eldon se encuentra ubicado en las coordenadas 47°32′44″N 123°2′40″O / 47.54556, -123.04444.